# Lošarik
Il progetto 210 è un sottomarino a propulsione nucleare russo, in grado di operare a profondità elevate. È stato soprannominato Lošarik a causa della struttura a batisfere che sono all'interno dello scafo, che ricorda molto un personaggio di un cartone animato sovietico del 1971, un cavallo giocattolo formato da piccole sfere.
Le sue caratteristiche tecniche sono note solo ad un ristretto gruppo di specialisti, a causa dell'estrema segretezza del progetto.
Il 1º luglio 2019 il sottomarino è stato coinvolto in un incendio.

## Sviluppo
La costruzione di questo battello iniziò nei cantieri Sevmaš di Severodvinsk nel 1988, dunque prima dello scioglimento dell'Unione Sovietica. Tuttavia, la costruzione venne interrotta a lungo periodo, a causa della totale mancanza di fondi. Per poter ultimare questo mezzo, si tentò senza successo di attrarre investimenti americani. I lavori sono ripresi dopo il 2000, in seguito alla decisione del presidente russo Vladimir Putin di aumentare gli stanziamenti per il potenziamento della flotta subacquea.
Il sommergibile ha preso il mare per la prima volta nell'agosto 2003.
La progettazione e la costruzione sono avvenuti con la supervisione del KB Malahit.
Questo progetto è stato trattato con estrema segretezza, con misure di controllo che hanno riguardato sia la fase costruttiva, sia quella del varo. Infatti, il personale impegnato nella costruzione è stato strettamente sorvegliato per tutti i 15 anni che sono stati necessari al completamento, ed anche l'accesso al cantiere è stato più volte vietato anche a molti alti funzionari. Il varo, poi, è stato circondato da misure di segretezza eccezionali, tanto che solo a poche alte personalità è stato concesso assistere alla cerimonia.
Tuttavia, nonostante tutte queste precauzioni di segretezza, il sommergibile è rimasto all'aperto per tre giorni, nonostante il fatto che i satelliti americani sorveglino di continuo la zona intorno al cantiere. Questo fatto, secondo il direttore dello stabilimento di Sevmash Nikolai Bogdanov, è dovuto a motivi tecnici: infatti, non era possibile mettere direttamente il sottomarino in acqua ed è stato necessario tempo per preparare questa operazione.

## Tecnica
Le caratteristiche tecniche del Lošarik sono un mistero, e sono conosciute solo da un ristretto numero di tecnici e specialisti. Gli unici dati comunicati riguardano la propulsione (nucleare), la profondità massima operativa (nell'ordine dei 6.000 metri) e le batisfere che sono all'interno del guscio idrodinamico dello scafo.
Comunque, si tratta del sottomarino più silenzioso e meno individuabile di tutta la Marina Russa, nonché del primo mezzo nucleare al mondo ad avere una simile profondità operativa.
Il progetto è stato trattato con grande segretezza, tanto che l'accesso alla cerimonia per il varo è stato negato anche a molti ufficiali e funzionari del cantiere.

## Utilizzo
Il Lošarik è stato progettato per svolgere missioni speciali, operazioni di recupero degli equipaggi di sottomarini in difficoltà e ricerche scientifiche. Per le sue caratteristiche, dovrebbe essere in grado di operare senza particolari limitazioni in qualunque parte dell'oceano.
Tuttavia, non esistono informazioni né sui profili operativi, né sull'attività svolta fino ad oggi.